# Maison Lancellotti
Les Lancellotti sont une noble famille romaine  appartenant à la noblesse noire .

## Histoire
La famille est arrivée à Rome au XVe siècle  et réside depuis dans le quartier de Ponte ; La famille devient lié à l'aristocratie romaine avec Scipione, conservateur de Rome à partir de 1510 et archiatre pontificale . Un autre Scipione, qui vécut au milieu du XVIe siècle et  neveu du précédent, commença la construction du palais des Coronari construit autour d'un noyau primitif déjà connu en 1527 et de la chapelle de la famille à la basilique de San Giovanni à Laterano. Une autre chapelle a été construite au XVIIe siècle dans l'église de Sant'Ignazio di Loyola. 
La dévotion à l'église pour le pape a été alimentée par les trois cardinaux appartenant à la famille: 
1. Scipione Lancellotti - Cardinal Presbytère de San Salvatore à Lauro
2. Orazio Lancellotti
3. Filippo Lancellotti - Il fonda la nouvelle académie des infecondes en 1650, au rez-de-chaussée du Palazzo Lancellotti ai Coronari. Il a été nommé "prince de l' Accademia degli Infecondi ".

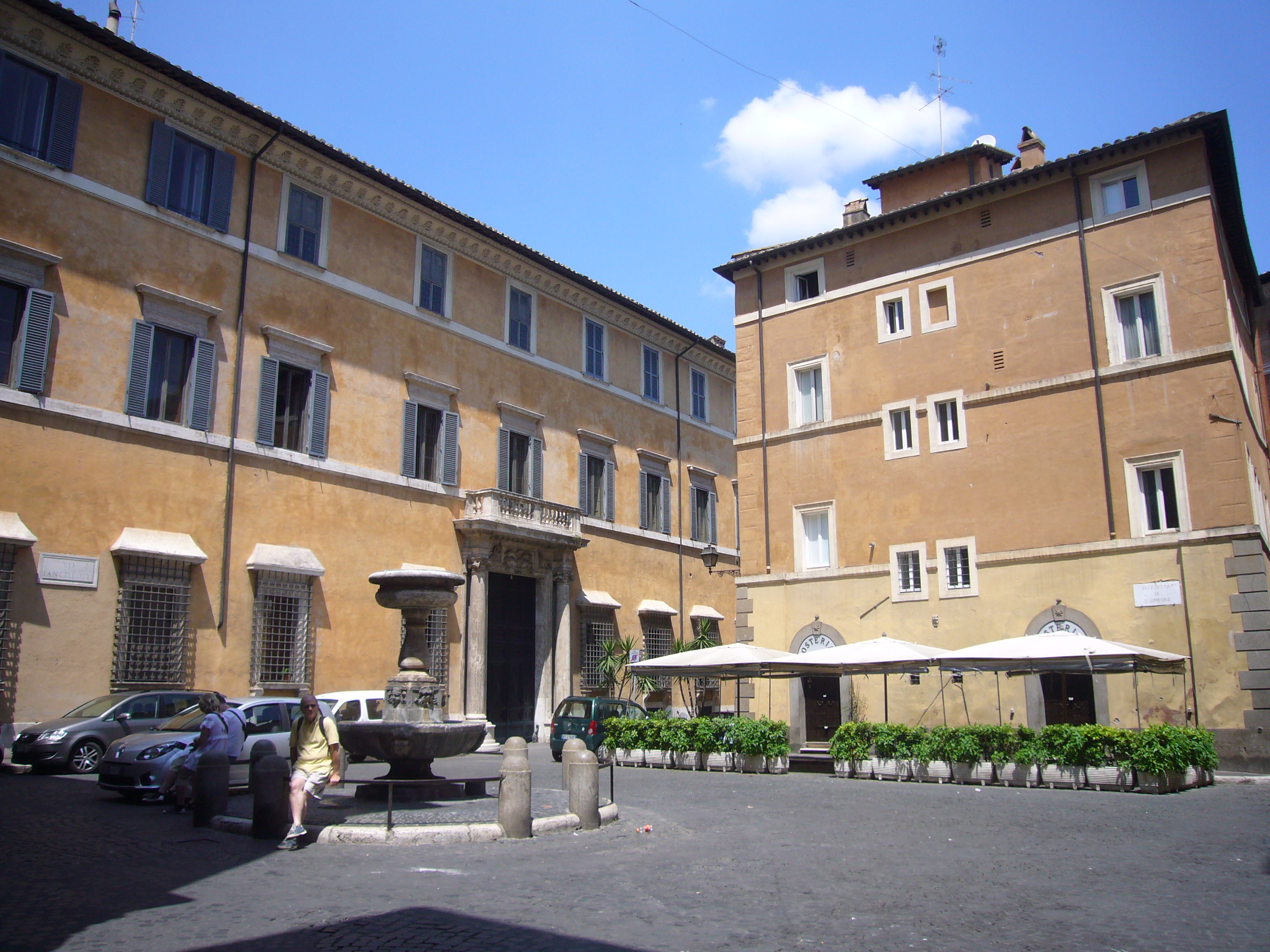
Palais Lancellotti au Coronari

## Marquis et Princes de Lauro, Princes de Marzano
- Scipione (+ 1663), marquis de Lauro
- Ottavio Maria (+ 1702), II marquis de Lauro
- Horace, III marquis de Lauro, 1er duc de Marzano
- Ottavio (+ 1769), II duc et I prince de Marzano
- Scipione (1731-1815), II prince de Marzano
- Horace, III prince de Marzano
- Ottavio, IV prince de Marzano, I prince de Lauro
- Filippo Massimiliano, Prince de Lauro, Prince de Marzano *1844 †1915  (dejà appartenant à la famille Massimo prend le nom Lancellotti et le titre pour lui et tous ses descendants)
- Giuseppe, Prince di Lauro, Prince di Marzano *1866 †1945
- Filippo, Prince di Lauro, Prince di Marzano *1892 †?
- Pietro, Prince di Lauro, Prince di Marzano *1934